# Казальмаджоре
Казальмаджоре (итал. Casalmaggiore) — город в Италии, располагается в регионе Ломбардия, подчиняется административному центру Кремона.
Население составляет 14 222 человека (на 2004 г.), плотность населения составляет 219 чел./км². Занимает площадь 63 км². Почтовый индекс — 26041. Телефонный код — 0375.
Покровителем населённого пункта считается Святой Карл. Праздник ежегодно празднуется 4 ноября.

## Города-побратимы
- Гийеран-Гранж, Франция